# Kelurahan Kranji (administrativ by i Indonesien, Jawa Barat)
Kelurahan Kranji är en administrativ by i Indonesien.   Den ligger i provinsen Jawa Barat, i den västra delen av landet, 14 km öster om huvudstaden Jakarta.